# Pseudospingus verticalis
El hemispingo cabecinegro (en Ecuador) (Pseudospingus verticalis), también denominado frutero de cabeza negra, hemispingus tiznado (en Colombia), buscador cabecinegro (en Venezuela) o hemispingo de cabeza negra (en Perú), es una especie de ave paseriforme de la familia Thraupidae, una de las dos pertenecientes al género Pseudospingus, anteriormente situada en Hemispingus. Es nativo de regiones andina del noroeste de América del Sur.

## Distribución yhábitat
Se distribuye de forma discontinua por la cordillera de los Andes en el oeste de Venezuela (sur de Táchira), Colombia (al oeste en Antioquia, al centro, al sur hasta Nariño, y al este en Cundinamarca), Ecuador (pendiente oriental en Carchi, Napo y Zamora-Chinchipe) y norte del Perú (Piura, cerca de la divisa Piura–Cajamarca).
Esta especie es considerada poco común en sus hábitats naturales; el dosel y los bordes de bosques montanos húmedos de altitud, principalmente entre los 2700 y los 3400 m s. n. m. Es más numeroso cerca de la línea de árboles.

## Sistemática

### Descripción original
La especie P. verticalis fue descrita por primera vez por el ornitólogo francés Frédéric de Lafresnaye en 1840 bajo el nombre científico Nemosia verticalis; su localidad tipo es: «Santa Fe de Bogotá, Colombia».

### Etimología
El término genérico masculino Pseudospingus se construye con palabras en el idioma griego «pseudos» que significa falso, otro, y «σπιγγος spingos», que es el nombre común del pinzón vulgar (Fringilla coelebs), vocablo comúnmente utilizado en ornitología cuando se crea un nombre de un ave que es parecida a un pinzón; y el nombre de la especie «verticalis» del latín moderno y significa: coronado.

### Taxonomía
Las presente especie y Pseudospingus xanthophthalmus fueron tradicionalmente incluidas en el género Hemispingus, hasta que en los años 2010, diversos estudios genéticos, permitieron comprobar que las dos especies eran hermanas y formaban un clado separado del género que integraban. Con base en estos resultados, se decidió recuperar de la sinonimia de Hemispingus al género Pseudospingus y rehabilitarlo, para así ubicar esas dos especies en él. El Comité de Clasificación de Sudamérica (SACC) en la Propuesta N° 730 parte 07 aprobó esta modificación taxonómica.
Es monotípica.